# Gunskirchen
Gunskirchen osztrák mezőváros Felső-Ausztria Welsvidéki járásában. 2021 januárjában 6343 lakosa volt. 

## Elhelyezkedése

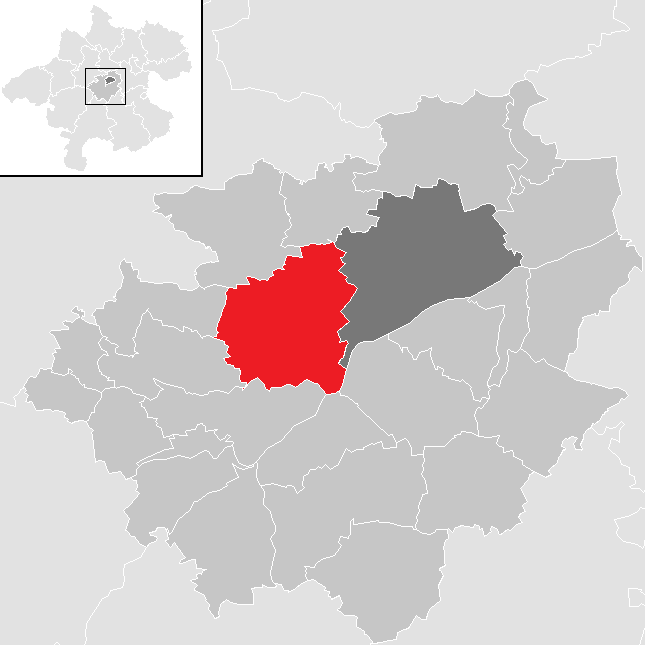
Gunskirchen a Welsvidéki járásban

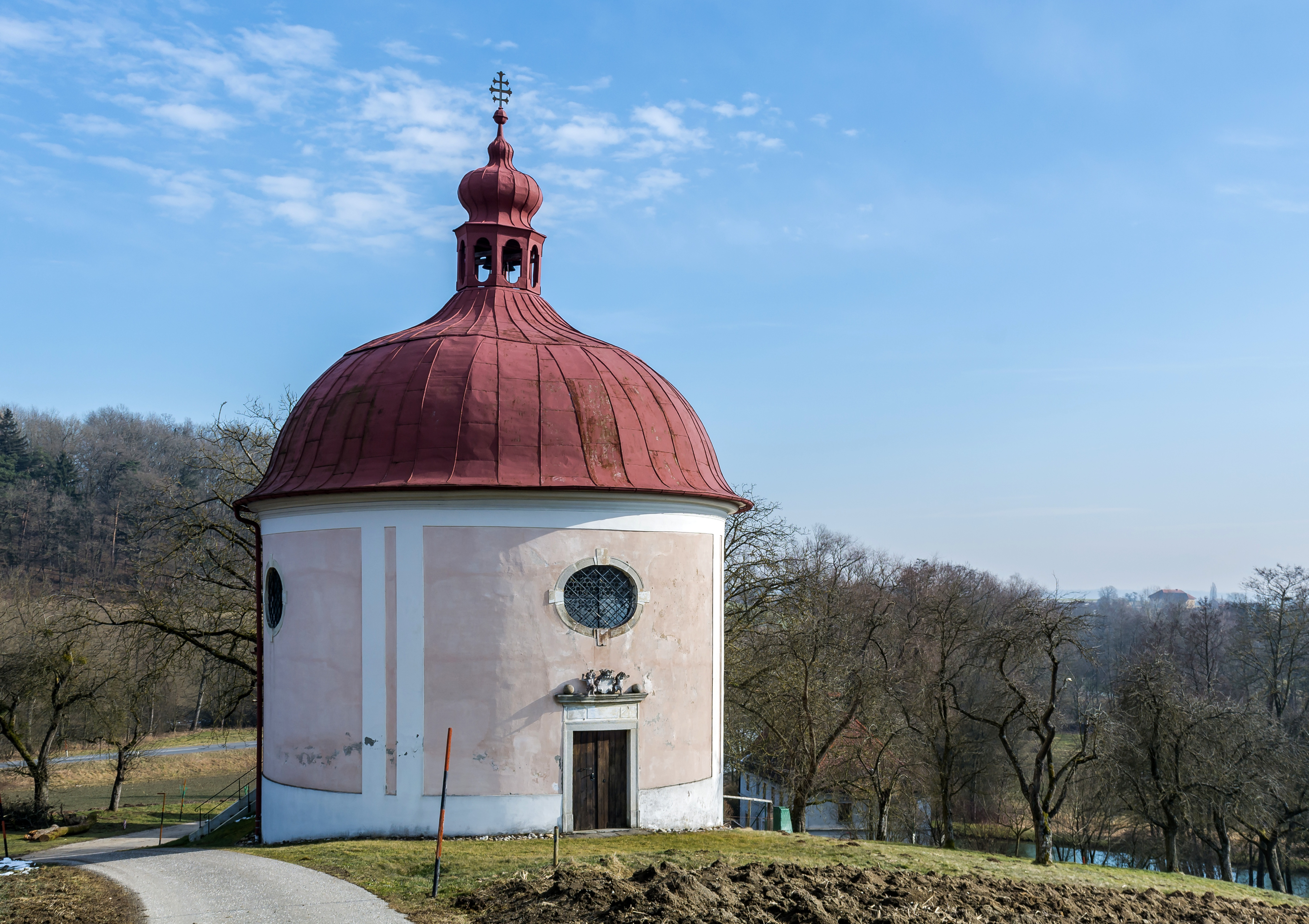
A Szt. Péter-templom

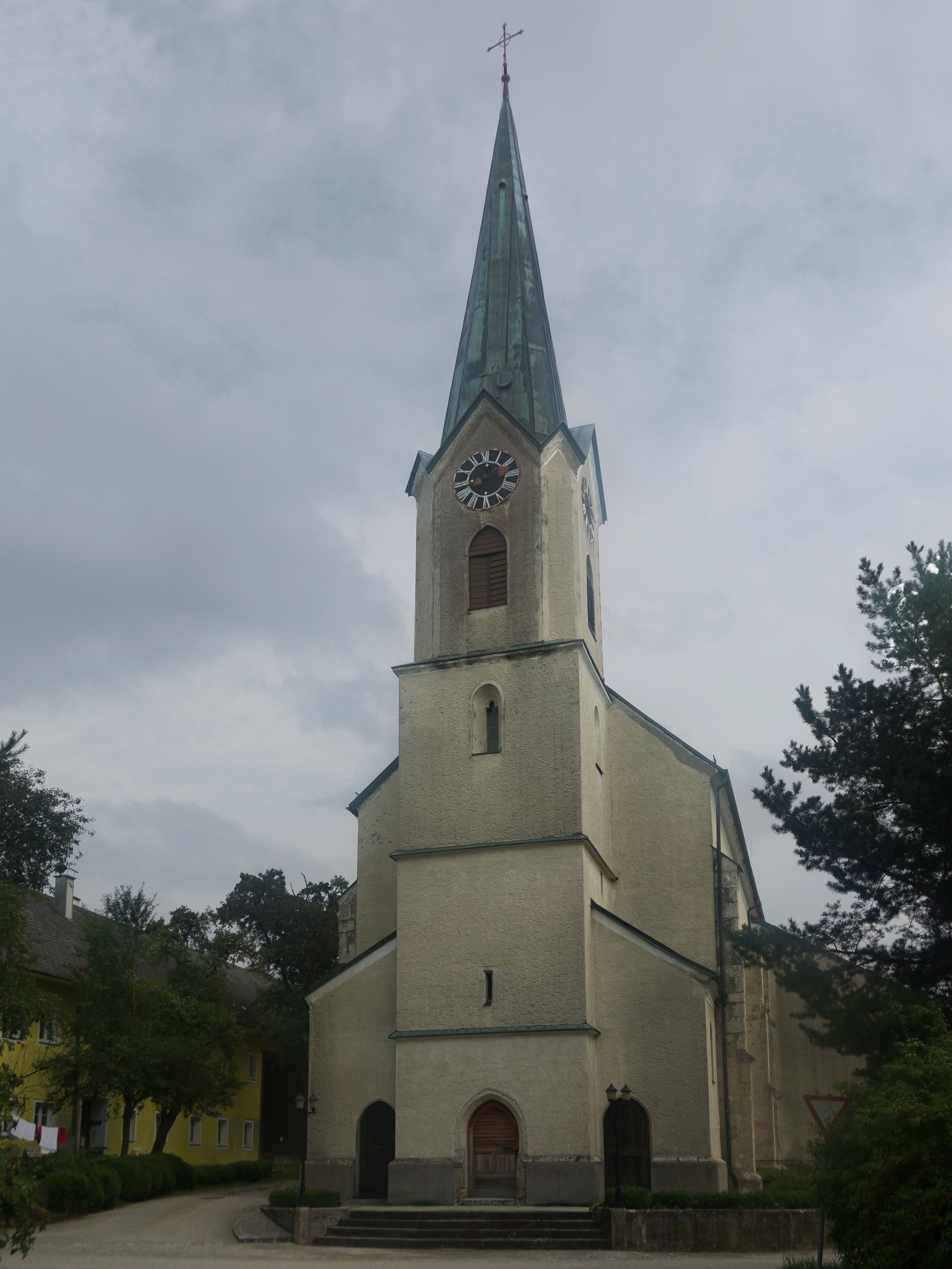
A fallsbachi Mária mennybevétele-templom

Gunskirchen a tartomány Hausruckviertel régiójában fekszik a Traun folyó és az Irnhartingerbach patak között. Területének 11,9%-a erdő, 73% áll mezőgazdasági művelés alatt. Itt található Felső-Ausztria mértani középpontja. Az önkormányzat 51 települést és településrészt egyesít: Aichberg (9 lakos 2020-ban), Aigen (23), Au bei der Traun (158), Au bei Hischmannsberg (8), Au bei Sirfling (17), Auholz (14), Baumgarting (33), Bichlwimm (39), Buchleiten (9), Dorf (7), Fallsbach (54), Fernreith (89), Gänsanger (90), Grünbach (212), Gunskirchen (4001), Hof (12), Holzgassen (8), Holzing (17), Irnharting (256), Kalchau (2), Kappling (44), Kottingreith (15), Kranzl am Eck (10), Lehen (40), Liedering (20), Lucken (55), Luckenberg (17), Moostal (341), Niederschacher (5), Oberndorf (127), Oberriethal (9), Oberschacher (61), Pfarrhofwies (3), Pöschlberg (14), Pötzlberg (19), Riethal (4), Roith (7), Salling (45), Schlambart (33), Sirfling (52), Spraid (6), Straßern (22), Ströblberg (45), Thal (14), Vitzing (20), Vornholz (17), Waldenberg (11), Waldling (106), Wallnstorf (30), Wilhaming (14) és Wimberg (16). 
A környező önkormányzatok: északkeletre Wels, délkeletre Steinhaus, délre Fischlham, délnyugatra Edt bei Lambach, nyugatra Pennewang és Offenhausen, északra Pichl bei Wels és Krenglbach.

## Története
A régészek által feltárt kőbalták és egy bronzsarló tanúskodik arról, hogy Gunskierchen területe a neolitikumban és a bronzkorban is lakott volt. Az egyik legfontosabb régészeti lelet a római korból származó kis bronzszobor, a "gunskircheni Vénusz", amely ma a welsi múzeumban látható.
A germán bajorok a 7-8. században telepedtek meg a térségben. Gunskirchent először 820-ban említik a mondseei apátság egyik oklevelében. 1070-ben már önálló egyházközsége volt. A falu a 19. századig kizárólag mezőgazdaságból élt, jelentős iparról nem esik említés. 1835-ben megépült a lóvasút, majd 1861-ben az Erzsébet császárné-vasút (ma Westbahn).   
Miután a Német Birodalom 1938-ban annektálta Ausztriát, a községet az Oberdonau reischgauba sorolták be. A második világháború alatt itt működött a gunskircheni láger, a mauthauseni koncentrációs tábor egyik allágere, ahol elsősorban magyar zsidókat tartottak fogva és gyilkoltak meg.  
A háború után Gunskirchen gazdasága gyors fejlődésnek indult, hamarosan jelentős ipar épült ki; ma a mezőgazdaság csak a lakosság 8%-át foglalkoztatja. 1990-ben a községet mezővárosi rangra emelték.

## Lakosság
A gunskircheni önkormányzat területén 2021 januárjában 6343 fő élt. A lakosságszám 1939 óta dinamikusan gyarapodó tendenciát mutat, azóta több mint duplájára nőtt. 2018-ban az ittlakók 90,2%-a volt osztrák állampolgár; a külföldiek közül 1,2% a régi (2004 előtti), 6,4% az új EU-tagállamokból érkezett. 1,9% a volt Jugoszlávia (Szlovénia és Horvátország nélkül) vagy Törökország, 0,3% egyéb országok polgára volt. 2001-ben a lakosok 84,8%-a római katolikusnak, 4,9% evangélikusnak, 2,2% mohamedánnak, 5,9% pedig felekezeten kívülinek vallotta magát. Ugyanekkor egy magyar élt a mezővárosban; a legnagyobb nemzetiségi csoportot a németeken (93,8%) kívül a horvátok alkották 3%-kal. 
A népesség változása:

| 2016 | 5 855 |
| 2018 | 6 037 |

## Látnivalók
- az irnhartingi kastély
- a Szt. Márton-plébániatemplom
- a fallsbachi Mária mennybevétele-kegytemplom
- a fallsbachi Szt. Péter-kerektemplom

## Testvértelepülések
- Hengersberg (Németország)

## Fordítás
- Ez a szócikk részben vagy egészben  a   Gunskirchen című német Wikipédia-szócikk ezen változatának fordításán alapul.  Az eredeti cikk szerkesztőit annak laptörténete sorolja fel. Ez a jelzés csupán a megfogalmazás eredetét és a szerzői jogokat jelzi, nem szolgál a cikkben szereplő információk forrásmegjelöléseként.